# Лепешняк відхилений
Лепешняк відхилений (Glyceria declinata) — вид рослин родини тонконогові (Poaceae), поширений у Європі й Марокко.

## Опис
Багаторічна трав'яниста рослина, росте пучками. Стебла прямостійні, лежачі або розпростерті, довжиною 10–45 см; 1–3-вузлові. Листові піхви трубчасті для більшої частини їх довжини, кілюваті, гладкі; голі на поверхні. Листовий язичок 4–9 мм завдовжки, гострий. Листові пластини плоскі 3–18 см × 1.5–8 мм; поверхні гладкі; поля шорсткі. Суцвіття — відкрита, лінійна або ланцетна волоть, 4–30 см завдовжки. Первинні гілки волоті притиснуті або висхідні, гладкі. Колоски висхідні або притиснуті, поодинокі. Пиляків 3; 1–1.5 мм завдовжки; жовті або фіолетові. Зернівки еліпсоїдні, 1.5–2.3 мм завдовжки.

## Поширення
Поширений у Європі й Марокко; натуралізований в Австралії, Новій Зеландії, США: Орегоні й Каліфорнії.
В Україні вид виявлено у Львівській та Івано-Франківській області.